# EE-T1 Osório
Der Osório war ein in Brasilien von der Firma Engesa entwickelter Prototyp eines Kampfpanzers, der jedoch nicht in Serie gefertigt wurde. Vorgesehen waren zwei Varianten: der EE-T1 Osório mit einer britischen 105-mm-Kanone sowie der EE-T2 Osório mit einer Kanone von 120 mm Kaliber.

## Geschichte
Mitte der 1980er-Jahre beschloss der brasilianische Rüstungsbetrieb Engesa, einen neuen Kampfpanzer zu konstruieren, der vornehmlich in den Export gehen sollte. Die Firma investierte etwa 100 Millionen US-Dollar in die Entwicklung des Osório. Sein Design galt als modern und hochentwickelt und bedurfte großer Investitionen in die Fertigungstechnik.
Es konnte aber kein Käufer für dieses System gefunden werden. Diese Fehlinvestition konnte Engesa nicht kompensieren und ging Anfang der 1990er-Jahre in Konkurs. Da mit Avibras das andere große Rüstungsunternehmen des Landes ebenfalls bankrottging, bedeutete dies das Ende der brasilianischen Rüstungsindustrie.

## Beschreibung
Der Panzer hatte eine neu entwickelte Panzerung und modernste Waffensysteme mit computergesteuerter Feuerleitanlage. Den Antrieb stellte ein 12-Zylinder-Dieselmotor mit Turbolader, ein Deutz MWM TBD 234 mit einer Leistung von 1000 PS (735 kW). Bei einem Gefechtsgewicht von 43 Tonnen lag die Höchstgeschwindigkeit bei 70 km/h.